# Agrotis corsa
Agrotis corsa är en fjärilsart som beskrevs av Rudolf Püngeler 1908. Agrotis corsa ingår i släktet Agrotis och familjen nattflyn. Inga underarter finns listade i Catalogue of Life.